# Agathaeromys
Agathaeromys és un gènere extint de rosegadors orizominis que visqueren durant el Plistocè a Bonaire. Se'n coneixen dues espècies, que es diferencien per la seva mida i detalls de la morfologia dental. A. donovani, que és l'espècie tipus i el representant més gros d'aquest grup, és conegut a partir de centenars de dents trobades a quatre localitats, amb una antiguitat probable d'entre 540.000 i 900.000 anys.